# Вільшанська сільська рада (Недригайлівський район)
Вільша́нська сільська́ ра́да — колишній орган місцевого самоврядування в Недригайлівському районі Сумської області. Адміністративний центр — село Вільшана.

## Загальні відомості
- Населення ради: 2 746 осіб (станом на 2001 рік)

## Населені пункти
Сільській раді були підпорядковані населені пункти:
- с. Вільшана
- с. Білоярське
- с. Весногірське
- с. Немудруї
- с. Реви
- с. Фартушине
- с. Філонове
- с. Шаповалове

## Склад ради
Рада складалася з 16 депутатів та голови.
- Голова ради: Мельніков Михайло Віталійович

### Керівний склад попередніх скликань
| Прізвище, ім'я, по батькові   | Основні відомості                                                 | Дата обрання | Дата звільнення |
| ----------------------------- | ----------------------------------------------------------------- | ------------ | --------------- |
| Журба Іван Михайлович         | Сільський голова, 1960 року народження                            | 26.03.2006   | 31.10.2010      |
| Мельніков Михайло Віталійович | Сільський голова, 1966 року народження, освіта вища, безпартійний | 31.10.2010   |                 |

Примітка: таблиця складена за даними сайту Верховної Ради України